# Кунгей-Ала-Тоо
Кунгей-Ала-Тоо (кирг. Күнгөй Ала-Тоо, каз. Күнгей Алата́у) — гірський хребет. Разом з хребтом Заілійським Алатау утворює Північний Тянь-Шань.

## Етимологія
Слова "алатау" або "ала-тоо" означають "строкаті гори", позначення, що вказує на яскраво виражену висотну поясність гір, частково білих через сніг, частково темних на безсніжних ділянках. "Кунгей" або "кюнгей" позначає "сторона (гори), звернена на південь".

## Географія
Хребет витягнутий у широтному напрямку (з заходу на схід) і має протяжність 275 км по прямій лінії. Він облямовує з півночі улоговину, в якій знаходиться озеро Іссик-Куль (з півдня цю ж улоговину обмежує хребет Терскей Ала-Тоо). Ширина хребта у найвищій частині близько 30 км. Паралельно хребту з півночі тягнеться Заілійський Алатау. Кунгей-Ала-Тоо і Заілійський Алатау на заході розділені долиною Чон-Кеміну, основною притокою річки Чу, а на сході - долиною Чиліка, притокою річки Ілі. Долини Чон-Кеміну та Чиліка розділені Чиліко-Кемінською перемичкою, що з'єднує обидва хребти. Кордон Казахстану та Киргизії, що на заході проходить по хребту Заілійський Алатау, по Чилико-Кемінській перемичці переходить на хребет Кунгей-Ала-Тоо. Тим самим хребет на захід від перемички розташований у Киргизії, а на схід від перемички по ньому проходить кордон Киргизії та Казахстану.
Хребет починається на заході в районі Боомської ущелини річки Чу, де примикає до Киргизького Ала-Тоо. Кунгей Ала-Тоо у східному напрямі різко набирає висоту й у районі верхів'їв річки Дюре сягає висоти 4000 м. Тут починається найвища, центральна частина хребта. Найвища точка - Чок-тал, 4771 м. На схід від Чоктала знаходиться вершина Бозтері (4323 м). Тут у південно-східному напрямку відходить хребет Кумбель. Найбільша річка південного схилу Кунгей-Ала-Тоо, Чон-Ак-Суу, що впадає в Іссик-Куль, починається в цьому місці і тече в східному напрямку, так що північним схилом її долини служить основний хребет Кунгей-Ала-Тоо, а південним - хребет Кумбель. Потім долина Чон-Ак-Суу повертає на південь і входить до Семенівської ущелини. Від масиву піку Кемінський (4643 м) на північний захід відходить Чилико-Кемінська перемичка. На схід від піку Чайковського (4687 м) хребет знижується і переходить у сирти.
У західній і середній частинах хребта північний схил крутіший ніж південний, у східній - південний крутіший. Від основного хребта у північному та південному напрямку відходять відроги, що розділяють бічні долини.
Клімат Північного Тянь-Шаню континентальний. Найхолодніший місяць — січень, найтепліший — липень. На низьких висотах росте ліс (в основному тянь-Шанська ялина), потім від 2800 до 3600 метрів розташована субальпійська зона, ще вище - льодовики.
Зледеніння хребта присутнє у його центральній частині, де висота основного хребта ніде не опускається нижче 3500 м. По північному схилу льодовики трапляються від верхів'їв Дюре на заході до верхів'їв Курменти на сході, на південному — між річками Кобирга та Чон-Урюкти. Всього на схилах хребта 427 льодовиків, загальна площа заледеніння 403 км². У басейні Чон-Кеміну знаходяться 109, льодовиків, у басейні Чиліка — 164 льодовики, а на південному схилі — 154 льодовики. Найбільші льодовики: Жангирик - 8,9 км, Південний Жангирик - 8,0 км, Ат-Джайлоо - 7,6 км, Новий - 6,4 км.
Група з 10 невеликих озер розташована на території ущелин Сутбулак, Тулькісай та Карасай у зоні альпійських лук.
В ущелинах Кольсай і Кайинди знаходяться 4 найвідоміші і найвідвідуваніші озера Алматинської області - 3 Кольсайські озера і озеро Каїнди.
Перевали хребта, через які можна потрапити в долину озера Іссик-Куль, користуються великою популярністю у любителів гірських походів.
Хребет Кунгей цікавий в альпіністському сенсі, як мало «підкорений» хребет. Зі 150 вершин хребта було підкорено лише 40. Ділянка протяжністю 75 км від долини річки Жарбулак до долини Талди ніколи не відвідувалася альпіністами.

## Ущелини, піки та перевали

### Ущелина Жарбулак
Ущелина розташована між ущелинами Кугантор на заході та Кенсай на сході на північному макросхилі хребта. Протяжність ущелини 5 км. Гирло річки знаходиться на висоті 2960 метрів над рівнем моря, витоки на висоті 3650 метрів над рівнем моря. Вища вершина ущелини має висоту 4201,4 м і знаходиться у вододілі ущелин Жарбулак та Кугантор. У цирку ущелини, яка представлена трьома камерами, розташовані висячі та долинні льодовики. Високі нестабільні морени розташовані на вершинах льодовиків, що ускладнює підйом на них.
Перевал Джельсай розташований у центральній камері цирку на висоті 3910 метрів над рівнем моря між піком 4103,5 м на сході та піком 4056,4 на заході. Перевал з'єднує ущелини Жарбулак – річка Шилік та Ак-Суу – озеро Іссик-Куль. Державний кордон між Киргизькою Республікою та Республікою Казахстан проходить через перевал.
Перевал Джетитор розташований на висоті 3997,8 метрів над рівнем моря в південно-західній частині лівої кишені цирку ущелини, на захід від піку 4056,4 м. Перевал з'єднує ущелини Жарбулак – річка Шилік та Ак-Суу – озеро Іссик-Куль. Державний кордон між Киргизькою Республікою та Республікою Казахстан проходить через перевал.

### Ущелина Каїнди
Ущелина, протяжністю 20 км, розташована на північному макросхилі хребта на схід від села Сатти. Витоки річки знаходяться на висоті 3200 метрів над рівнем моря і перериваються у місці злиття річок Каїнди та Шилік на висоті 1428,6 метрів над рівнем моря. Найвища точка ущелини розташована на висоті 3786,9 метрів над рівнем моря у вододілі з ущелиною Шет-Мерке. Північні схили покриті ялиновим лісом. Високогір'я до підніжжя хребта вкрите альпійськими луками. Зледеніння та моренні озера в ущелині відсутні. Ущелина Каїнди знаменита одним з найпопулярніших озер з однойменною назвою — озеро Каїнди, яке розташоване на висоті 1667 метрів над рівнем моря і березовим гаєм, який є найбільшим гаєм Північного Тянь-Шаню. Територія ущелини розташована на території Державного національного природного парку "Колсай колдері - Кольсайські озера".

### Ущелина Кайракти
Ущелина розташована між ущелиною Корумдик на сході та ущелиною Кугантор на заході на північному макросхилі хребта. Витоки ущелини починаються на висоті 3700 метрів над рівнем моря, гирло річки знаходиться на висоті 2717,8 метрів над рівнем моря. Протяжність ущелини 11 км. У вододілі хребта, який поділяє ущелини Кайрикти та Жаманбулак, розташована найвища точка вершини на висоті 4457,5 метрів над рівнем моря. У трьох камерах цирку ущелини розташовані висячі та долинні льодовики. Протяжність льодовиків 2 км. Перевал Ашутор та кілька вершин ущелини ще не пройдені та не обстежені.

### Ущелина Каракія
Ущелина розташована на захід від ущелини Чон-Урюкти і на схід від ущелини Каскасу. Від витоків хребта Кунгей Алатау – 3400 м до злиття з річкою Шилік – 2040 м довжина ущелини становить 20 км. Устя річки Каракія розташоване у Блакитному каньйоні на річці Шилік. Найвища точка ущелини – 4165,2 метрів над рівнем моря розташована у вододілі ущелин Каракія та Чон-Урюкти. На висотах від 2700 до 3300 метрів над рівнем моря від ущелини Каракія тягнуться сирти вздовж Північного схилу Кунгей Ала-тоо до ущелини Кайрикти. Північно-західні схили покриті ялиновим лісом. Східні схили вкриті осипами порослими травою. У витоках ущелини розташовані потужна морена, під якою похований основний льодовик Каракія та 13 висячих та карових льодовиків.
Ущелина Каракія так само важкодоступна як ущелини Чон-Урюкти та Киші-Урюкти.
Однойменний перевал Каракія розташований на висоті 3774,7 метрів над рівнем моря у лівій частині льодовика. Перевал з'єднує ущелини Каракія – річку Шилік та ущелину Ашутер – притоку річки Барган-Суу. Державний кордон між Казахстаном та Киргизією проходить через перевал.
Перевал Байсаур Східний розташований на висоті 3785 метрів над рівнем моря. Тип перевалу сніжно-осипний. Перевал розташований на схід від перевалу Карасай Східний і на захід від піку 4069 м. Перевал сполучає ущелину Каскасу та ущелину Чонг-Орюктю. Державний кордон між Казахстаном та Киргизією проходить через перевал.

### Ущелина Кенсай
Ущелина розташована на північному макросхилі хребта. Протяжність ущелини 6 км. Ущелина впадає в річку Жангирик, що є витоком однієї з річок Шилік. Спочатку ущелина називалася Велика Тюя-Куйрікти, на честь колючого чагарника «верблюжий хвіст». Льодовик ущелини складається з трьох гілок - Ліва, Центральна та Права. Гілки розділені між собою бічними моренами протяжністю 1,5 км від фронту до язика льодовика. Нижче льодовика розташовані два об'єднані висячі кари. Пік Найзатау на висоті 3000 метрів над рівнем моря є найвищою точкою ущелини. Пік має загострену скельну форму. В ущелині також розташовані піки Енбек, Караган, Жалпактау та вузлова вершина Кенсай.
Перевал Кенсай Східний розташований на висоті 3940 метрів над рівнем моря. Тип перевалу сніжно-осипний. Перевал розташований у правій гілці льодовика Кенсай між піком Кенсай та піком Жалпактау. Перевал з'єднує ущелини Кенсай – річка Шилік та Ак-Суу – озеро Іссик-Куль. Державний кордон Казахстану та Киргизії проходить через перевал.
Перевал Кенсай Західний знаходиться на висоті 3900 метрів над рівнем моря. Тип перевалу сніжно-льодовий. Перевал розташований в центральній гілці льодовика між піками Караган і Єнбек. Первал з'єднує ущелини Кенсай-Річка Шилік і Карачин — озеро Іссик-Куль. Державний кордон Казахстану і Киргизії проходить через перевал.

### Ущелина Кенсу
Ущелина розташована на східному схилі хребта. Ущелина тягнеться від висоти 3300 метрів над рівнем моря до висоти 1600 метрів над рівнем моря, де впадає в річку Чарин. Протяжність ущелини 45 км. Однойменне село Кенсу знаходиться в гирлі річки Кенсу. Висота найвищої вершини ущелини 3572 метрів над рівнем моря. Води річки Чонташ, яка має однойменну назву з перевалом на висоті 3198 м, впадають у річку Кенсу у високогірній зоні. Велика притока Табилгати, яка бере початок від однойменного перевалу Табилгати на висоті 2914 м, впадає в Кегенську долину річки Кенсу. Північні схили покриті ялиновими лісами. Південні схили покриті альпійськими луками, заростями арчевніка і азійськими різновидоами ялівцю. Вісім моренних озер розташовані в цирку льодовика біля витоків річки Кенсу.
Однойменний перевал Кенсу знаходиться на висоті 3115 метрів над рівнем моря. Перевал розташований у верхів'ї витоку річки Тобилгити біля притоки річки Кенсу. Перевал з'єднує ущелини Тобилгити-Річка Шарин і Кенсу — Іссик-Кульська долина. Державний кордон між Казахстаном і Киргизією проходить через перевал.
Перевал Кенсу Західний знаходиться на висоті 3035 метрів над рівнем моря. Тип перевалу трав'яний. Перевал розташований у верхів'ях безіменного припливу річки Кенсу, на схід від річки Шонтас. Державний кордон між Казахстаном та Киргизією проходить через перевал.
Перевал Киші-Сарибулак знаходиться на висоті 3350 метрів над рівнем моря. Тип перевалу осипний. Перевал розташований на захід від вузлової вершини 3441 м і на схід від вершини Таптатау, висота якої складає 3582,1 м. Перевал з'єднує ущелину Кольсай – річку Шилік та ущелину Курети – озеро Іссик-Куль. Державний кордон Казахстану та Киргизії проходить через перевал.
Перевал Сарибулак знаходиться на висоті 3274 метри над рівнем моря. Тип перевалу осипний. Перевал розташований на сході від вузлової вершини 3211 м і на північний захід від вершини 3381 м. Перевал з'єднує ущелину Кольсай – річку Шилік та ущелину Чон-Сарибулак – озеро Іссик-Куль. Державний кордон Казахстану та Киргизії проходить через перевал.
Перевал Чонташ розташований на висоті 3198 метрів над рівнем моря. Тип перевалу трав'яний. Перевал розташований у верхів'ї притоки річки Кенсу, на схід від вершини 3404,8 м і на захід від гори 3325 м. Перевал сполучає ущелини Кенсу річки Чарин і Чонташ Іссик-Кульської долини. Державний кордон між Казахстаном та Киргизією проходить через перевал.

### Ущелина Киши-Урюкти
Ущелина, протяжністю 17 км, розташована між ущелиною Кутирган на сході та ущелиною Чон-Урюкти на заході. Витоки річки беруть свій початок у районі перевалу Орто-Урюкти на висоті 3400 м. У річки є чотири притоки, два з яких живляться водою залишків льодовиків та сніжників, інші два знаходяться в нижній частині ущелини та живляться ґрунтовими водами. Вершина гори Кишитау заввишки 3991 м є найвищою точкою ущелини та північною частиною відрогу Кіші-Урюкти. Інша вершина висотою 3930,3 м розташована на західній стороні ущелини і є вузловою вершиною ущелин Киші-Урюкти та Чон-Урюкти. На сході від вершини розташований перевал Орто-Урюкти. В ущелині знаходиться моренне озеро та заледеніння, що складається зі сніжників та напівприхованих льодовиків. Гирло річок розташоване на висоті 1900 м. Нижня частина ущелини вкрита ялиновим лісом.
Пік Кішитау розташований на висоті 4061 метрів над рівнем моря. Пік розташований між ущелинами Киші-Урюкти та Кутирган. Пік є найвищою вершиною Кіші-Урюкти. Назва піку дало місцеве населення на честь однойменної ущелини.
Перевал Орто-Урюкти розташований на висоті 3618,1 метрів над рівнем моря. Перевал розташований на північ від вершини 3733,1 м і на південь від вершини 3778,7 м. Перевал поєднує ущелини Киші-Урюкти – річка Шилік та Орто-Урюкти – озеро Іссик-Куль. Державний кордон Казахстану та Киргизії проходьте через перевал.

### Ущелина Кольсай
Ущелина протяжністю 24 км розташована у східній частині макросхилу хребта. Річка Кольса бере свій початок на висоті 3200 метрів над рівнем моря. Гирло річки розташоване на висоті 1500 метрів над рівнем моря. Ущелина знаходиться на захід від села Сатти і входить до складу Державного національного природного парку «Кольсай колдері» (Кольсайські озера). Ущелини відомі і користуються популярністю через три озера Кольсай, які рівномірно розташовані в ущелині. В ущелині відсутнє зледеніння.
Перевал Киші-Сарибулак знаходиться на висоті 3350 метрів над рівнем моря. Тип перевалу осипний. Перевал розташований на захід від вузлової вершини 3441 м і на схід від вершини Таптатау, висота якого складає 3582,1 м. Перевал з'єднує ущелину Кольсай – річку Шилік та ущелину Курети – озеро Іссик-Куль. Державний кордон Казахстану та Киргизії проходить через перевал.
Перевал Сарибулак знаходиться на висоті 3274 метри над рівнем моря. Тип перевалу осипний. Перевал розташований на сході від вузлової вершини 3211 м і на північний захід від вершини 3381 м. Перевал з'єднує ущелину Кольсай – річку Шилік та ущелину Чон-Сарибулак – озеро Іссик-Куль. Державний кордон Казахстану та Киргизії проходить через перевал.

### Ущелина Карасай
Ущелина розташована між ущелинами Каракія на Сході і Тулькісай на заході. Протяжність ущелини від головного хребта до злиття з річкою Шилік становить 22 км.витоки річки знаходяться на висоті 3400 метрів над рівнем моря. Гирло річки розташоване на висоті 2100 метрів над рівнем моря. Головний хребет Кунгей Ала-тоо вінчає вершина висотою 4252,4 метрів над рівнем моря. У вододілі ущелин Карасай і Тулькісай знаходиться вершина висотою 4117,2 метрів над рівнем моря. Ущелини Каскасу і Карасай розташовані на відстані 5,5 км. На північно-західних схилах в нижній частині протягом 8 км зростає ялиновий ліс. В 1 км від межі лісу ущелина входить в зону сиртів. Чотири великих долинних льодовики протяжністю від 1 до 2,5 км представляють заледеніння в ущелині. В ущелині розташовані моренні озера, найбільше з яких досягає 420 метрів і пірамідальна вершина висотою 4010,3 метрів над рівнем моря, яка знаходиться поруч з піком 4252,4 метрів над рівнем моря. Чотири перевали виходять в Іссик-Кульську долину розташовані в ущелині — Карасай, Карасай Західний, Карасай Східний і Байсаур Західний. Перевал Сподівань розташований у вододілі ущелин Тюлькісай і Карасай.
Однойменний Перевал Карасай розташований на висоті 3870 метрів над рівнем моря на схід від перевалу Карасай Західний і на захід від вершини 4252,4 м. Тип перевалу сніжно-льодово-осипний. Перевал з'єднує ущелини Карасай – річка Шилік та Орто-Байсоор – озеро Іссик-Куль. Державний кордон Казахстану та Киргизією проходить перевалом.
Перевал Карасай Західний розташований на висоті 3850 метрів над рівнем моря. Тип перевалу льодово-сніжно-осипний. Перевал розташований на захід від перевалу Карасай і на південь від вершини 3977,1 м. Перевал з'єднує ущелини Карасай – річка Шилік та Бурган-Суу – озеро Іссик-Куль. Державний кордон Казахстану та Киргизією проходить перевалом.
Перевал Сподівань знаходиться на висоті 3740 метрів над рівнем моря. Тип перевалу осипний. Перевал розташований у вододілі ущелин Карасай та Тулькісай, між вершинами 3971,1 м та 4117,2 м. Перевал з'єднує ущелину Карасай та ущелину Тулькісай, які належать до басейну річки Шилік.

### Ущелина Каскасу
Ущелина протяжністю 12,5 км, є бічною ущелиною ущелини Карасай. Вершина висотою 4046,2 розташована в хребті, що розділяє ущелини Каракія і Каскасу, є найвищою точкою ущелини. Зона незначних лісів розташована у гирлі ущелини. Невеликий цирк знаходиться у верхів'ї ущелини. У цирку розташовані два долинних і п'ять карових льодовики, два моренні озера на висоті 3250 метрів над рівнем моря і три морені озера на висоті 3400 метрів над рівнем моря.
Перевал Байсаур Західний розташований на висоті 3760 метрів над рівнем моря. Тип перевалу сніжно-осипний. Перевал розташований на схід від перевалу Карасай Східний і на захід від піку 4069 м. Перевал сполучає ущелини Каскасу - річка Шилік і Чет-Байсоор - озеро Іссик-Куль.
Перевал Карасай Східний розташований на висоті 3755,5 метрів над рівнем моря. Тип перевалу сніжно-осипний. Перевал розташований на північний захід від вершини 4069 м і на північний захід від вершини 3407,8 м. Перевал поєднує ущелини Каскасу — річка Шилік та Бурган-Суу — озеро Ісик-Куль.

### Ущелина Корумдик
Ущелина протяжністю 34 км розташована на північному сході макросхилі хребта між ущелинами Шет-Мерке на півночі та Кенсу на півдні. Витік ущелини знаходиться на висоті 3200 м і закінчується на висоті 1628,6 м у місці злиття річок Орта-Мерке та Шарин. Вершина Кабак, що знаходиться у вододілі з ущелиною Шет-Мерке, є найвищою точкою ущелини. Висота вершини складає 3696,8 метра над рівнем моря. Північні схили ущелини вкриті ялиновим лісом, високогір'я вкрите альпійськими луками. У головному цирку ущелини знаходиться чотири моренні озера. Перевал Токші поєднує ущелини Орта-Мерке та Кенсу.
Перевал Желкарагай знаходиться на висоті 3930 метрів над рівнем моря. Тип перевалу сніжно-льодовий. Перевал розташований на захід від вершини 4044,2 метра над рівнем моря. Перевал з'єднує ущелини Коримдик – річку Шилік та Желкаргай – озеро Іссик-Куль. Державний кордон Казахстану та Киргизії проходить через перевал.

### Ущелина Кугантор
Ущелина, протяжністю 7 км, розташована на схід від ущелини Жарбулак і на захід від ущелини Кайракти. Витоки ущелини знаходяться на висоті 3700 метрів над рівнем моря, а гирло на висоті 2893,1 м у правій частині цирку ущелини розташована вершина, яка досягає найвищої висоти — 4263 метрів над рівнем моря. Дві камери з висячо-долинними льодовиками представляють цирк льодовика. Нижче головного цирку розташовані три кара з льодовиками.
Однойменний перевал Сати знаходиться на висоті 3295 метрів над рівнем моря. Перевал розташований у верхів'ї річки Сати, на захід від вершини 3448 м і на схід від гори 3600 м. Тип перевалу трав'янисто-осипний. Перевал поєднує ущелини Сати - річка Шилік і Шати - Іссик-Кульська долина. Державний кордон Казахстану та Киргизії проходить через перевал.

### Ущелина Курменти
Ущелина, протяжністю 22 км, розташована між ущелинами Талди та Кольсай. Ущелина бере свій початок на висоті 3500 метрів над рівнем моря. Устя річок знаходиться у місці злиття річок Курмекти та Шилік на висоті 1400 метрів над рівнем моря. Найвищою частиною ущелини є пік Теристик, висотою 3987,3 метрів над рівнем моря. Високогірна частина ущелини покрита альпійськими луками. Зледеніння в ущелині відсутнє.
Однойменний перевал Курменти знаходиться на висоті 3445 м над рівнем моря. Тип перевалу осипний. Перевал розташований на захід від вершини Аратау і на схід від вершини 3721 м. Перевал поєднує ущелини Курменти з Казахстанської та Киргизької сторони. Біля підніжжя перевалу знаходиться велике морене озеро. Державний кордон Казахстану та Киргизії проходить через перевал.

### Ущелина Кутирган
Ущелина протяжністю 20 км розташована на північному макросхилі хребта. Річка Кутирган бере початок у Головного хребта Кунгей Алатау на висоті 3400 метрів над рівнем моря і впадає в річку Шилік на висоті 1700 метрів над рівнем моря. Зі сходу Кутирганський відрог і ущелина Талди, і із заходу ущелину Киши-Орикты обмежують ущелину. У верхів'ях ущелини розташовані два невеликі цирки, у правому з яких знаходяться морені озера. Один із найлегших шляхів на озеро Іссик-Куль проходить через головний хребет ущелини. В Ориктінському відрозі знаходиться найвища точка ущелини - вершина Кишитау. Північно-західні схили ущелини покриті ялиновим лісом.
Пік Кутирган Вододіл знаходиться на висоті 3808,6 метрів над рівнем моря. Тип вершини скельно-осипної. Вершина знаходиться на захід від піку Орталикшин. Інформації про проходження, дослідження та сходження на пік немає.
Однойменний перевал Кутирган знаходиться на висоті 3403 м над рівнем моря. Тип перевалу осипний. Перевал розташований на захід від вершини 3808,6 метрів над рівнем моря і на схід від вершини 3824 метрів над рівнем моря. Перевал поєднує ущелини Кутирган із Казахстанської та Киргизької сторони. Державний кордон Казахстану та Киргизії проходить через перевал.

### Ущелина льодовика Новий
Протяжність ущелини до язика льодовика становить 3,5 км. Ущелина розташована поруч із Шиліко-Кемінським вузлом на схід від льодовика Жангирик Південний. Дві гілки, що стікають з Головного хребта, утворюють льодовик ущелини. Гирло ущелини розташоване на висоті 3200 метрів над рівнем моря. Річка Нова є притокою річки Жангирик, яка впадає у річку Шилік. Два кари розташовані нижче закінчення льодовика. В одному з карів знаходиться висячо-каровий льодовик Козячі Потоки, в іншому карі розташовані висячі льодовики і морені відкладення. Пік Чайковського є найвищою точкою цирку ущелини. Гирло ущелини вкрите субальпійською рослинністю — високогірні фіалки, едельвейси та джусай. Над відрогом цирку льодовика височіють 4 вершини — Глінки, Бетховена, 50 років Казправди та Алма-Ата. Відрого Новий є вододілом двох річок - Новий і Кенсай.
Перевал Ішанбулак Східний розташований на висоті 4290 метрів над рівнем моря. Тип перевалу сніжно-льодовий. Перевал розташований на схід від піку Білімтау. Перевал з'єднує ущелини Новий – річка Шилік та Ашир – озеро Іссик-Куль. Державний кордон Казахстану та Киргизії проходить через перевал.
Перевал Ішанбулак Західний розташований на висоті 4320 метрів над рівнем моря. Тип перевалу сніжно-льодовий. Перевал розташований на північ від піку Бородіна і на південь від піку Центральний. Перевал з'єднує ущелини Новий – річка Шилік та Ашир – озеро Іссик-Куль. Державний кордон Казахстану та Киргизії проходить через перевал.
Перевал Ішанбулак Центральний розташований на висоті 4290 метрів над рівнем моря. Тип перевалу сніжно-льодовий. Перевал розташований на північ від піку Білімтау і на схід від піку Центральний. Перевал з'єднує ущелини Новий – річка Шилік та Ашир – озеро Іссик-Куль. Державний кордон Казахстану та Киргизії проходить через перевал.
Перевал Козячі потоки знаходиться на висоті 4290 метрів над рівнем моря. Тип перевалу сніжно-льодовий. Перевал розташований на північ від піку Глінки і на південь від піку Лисенка. Перевал сполучає цирк льодовика Новий та льодовик Жангирик Південний.
Однойменний перевал Новий знаходиться на висоті 4285 метрів над рівнем моря. Тип перевалу льодово-сніжно-осипний. Перевал розташований на схід від піку Бетховен і на захід від піку Акиргитау. Перевал з'єднує цирк льодовика новий і безіменний льодовик відрога Новий.

### Ущелина Орта-Мерке
Ущелина розташована на північно-східному макросхилі східного краю хребта Кунгей Алатау на північ від ущелини Орта-Мерке. Протяжність ущелини 34 км і бере початок на висоті 3300 м. У місці злиття річок Шет-Мерке та Шарин гирло закінчується на висоті 1411,6 м. Найвищою точкою ущелини є вузлова вершина 3787,9 метрів над рівнем моря, що знаходиться Каїнди, Карабулак Західний та Карабулак Східний. Північні схили ущелини покриті ялиновим лісом. Високогір'я вкрите альпійськими луками. У головному цирку ущелини є два морені озера.

### Ущелина Сати
Ущелина Сати має протяжність 23 км. Ущелина розташована між ущелинами Кольсай та Каїнди. Витоки ущелини знаходяться на висоті 3100 метрів над рівнем моря. На висоті 1429,1 метра над рівнем моря річка Сати зливається з річкою Шилік. Гора Сасиктау заввишки 3603 м над рівнем моря є максимальною висотою ущелини. У середній частині схили ущелини покриті ялиновим лісом. Високогірна зона вкрита альпійськими луками. Зледеніння в ущелині відсутнє.
Однойменний перевал Сати знаходиться на висоті 3295 метрів над рівнем моря. Перевал розташований у верхів'ях річки Сати, на захід від вершини 3448 м і на схід від гори 3600 м. Тип перевалу трав'янисто-осипний. Перевал сполучає ущелини Сати - річка Шилік і Шати - Іссик-Кульська долина. Державний кордон Казахстану та Киргизії проходить через перевал.

### Ущелина Субтулак
Протяжність ущелини 16 км. Ущелина розташована між ущелиною Тулькісай та ущелиною Корумдик. Витоки ущелини знаходяться на висоті 3600 м, гирло на висоті 2433 м. У вододілі хребта, що розділяє ущелини Тулькісай та Сутбулак, знаходиться найвища точка ущелини — вершина 4178,5 метрів над рівнем моря. Ущелина є пологою. Нижня частина ущелини покрита ялиновим лісом. Льодовик Сутбулак складається з двох гілок та шести карово-висячих льодовиків. На моренах розташовані шість морених озер. В ущелині розташовані перевал Боковий, перевал Сутбулак та перевал Сутбулак Східний. Ущелина популярна серед туристів через легкий маршрут на озеро Іссик-Куль. Маршрут проходить через перевал Аманжол, ущелину Киші-Тургень (Заілійський Алатау), долину річки Шилік, перевал Сутбулак та ущелину Сутбулак (Кунгей Алатау).
Перевал Сутбулак Східний розташований на висоті 3920 метрів над рівнем моря. Тип перевалу льодово-сніжно-скельний. Перевал розташований у центрі правої гілки льодовика Сутбулак та з'єднує ущелини Сутбулак та Сют-Булак (Казахстан та Киргизія). Державний кордон Казахстану та Киргизії проходить через перевал.
Перевал Сутбулак розташований на висоті 3924 метри над рівнем моря. Тип перевалу льодово-сніжно-осипний. Перевал розташований у південно-східній частині центральної гілки льодовика Сутбулак та з'єднує ущелини Сутбулак та Сют-Булак (Казахстан та Киргизія). Державний кордон Казахстану та Киргизії проходить через перевал.
Перевал Бічний знаходиться на висоті 3924 метри над рівнем моря. Тип перевалу льодово-сніжно-осипний. Перевал розташований у бічному вододілі, що розділяє ущелини Сутбулак і Тулькісай, на південь від вершини 4178,5 і на північ від Головного хребта Кунгей Алатау. Перевал поєднує ущелини Сутбулак та Сют-Булак (Казахстан та Киргизія). Державний кордон Казахстану та Киргизії проходить через перевал.

### Ущелина Талди
Ущелина, протяжністю 25 км, розташована на краю заледеніння хребта Кунгей Ала-тоо, на його північному макросхилі. Ущелина бере свій початок на висоті 3500 метрів над рівнем моря і закінчується на висоті 1600 м. У високогірній частині знаходиться висяча долина Льодовикова. Ущелина обмежена вододілами ущелин Курмекти Сході і Кутирган заході. Найвищою точкою ущелини є вершина Киземшек, яка знаходиться у Кутиргінському відрогу. Висота вершини перевищує 4000 метрів над рівнем моря. Два карові льодовики висячої Льодовикової долини представляють заледеніння в ущелині.
Перевал Арал розташований на висоті 3540 метрів над рівнем моря. Тип перевалу осипний. Перевал розташований між вершинами Тарактау на сході та Каршаутау на заході та з'єднує ущелини Талди (Казахстан) та Шон-Айрик (Киргизстан, оз. Іссик-Куль). Державний кордон Казахстану та Киргизії проходить через перевал.
Перевал Киземшек знаходиться на висоті 3670 метрів над рівнем моря. Тип перевалу осипний. Перевал розташований між вершиною Киземшек на півночі та безіменною вершиною 3953,3 на півдні та з'єднує ущелини Талди та Кутирган. Обидві ущелини відносяться до басейну річки Шилік.
Однойменний перевал Талди знаходиться на висоті 3640 метрів над рівнем моря. Тип перевалу осипний. Перевал розташований між вершинами Орталикшин на заході та Біїктау на сході та з'єднує ущелини Талди (Казахстан) та Південний Кутурган (Киргизстан, оз. Іссикуль). Державний кордон Казахстану та Киргизії проходить через перевал.
Перевал Шон-Айрик розташований на висоті 3540 метрів над рівнем моря. Тип перевалу осипний. Перевал розташований між вершинами Тарактау на заході та Шигістау на сході та з'єднує ущелини Талди (Казахстан) та Шон-Айрик (Киргизстан, оз. Іссикуль). Державний кордон Казахстану та Киргизії проходить через перевал.

### Ущелина Тулькісай
Протяжність ущелини 19 км. Ущелина розташована між ущелиною Карасай на сході та ущелиною Сутбулак на заході. Ущелина бере свій початок на висоті 3600 метрів над рівнем моря. У вододіловому хребті, що розділяє ущелини Тулькісай та Сутбулак, знаходиться найвища вершина ущелини, висота якої становить 4178,5 метрів над рівнем моря. Цирк льодовиків ущелини Тулькісай невеликий. Зледеніння цирку представлено трьома висяче-долинними льодовиками. Нижче цирку в ущелині є чотири кари, у яких розташовані невеликі висяче-карові льодовики. У вододілі між ущелинами Тулькісай та Карасай знаходиться перевал Очікувань. У вододілі між ущелинами Тулькісай та Сутбулак розташований перевал Бічний.
Перевал Бічний знаходиться на висоті 3820 метрів над рівнем моря. Тип перевалу осипний. Перевал розташований на північ від Головного хребта Кунгей Алатау і на південь від вершини 4178,5 м. Перевал сполучає ущелину Тулькісай із ущелиною Сутбулак. Обидві ущелини відносяться до басейну річки Шилік.
Перевал Чет-Байсаур (Тулькісай) розташований на висоті 3890 метрів над рівнем моря. Тип перевалу сніжно-льодовий з півночі та осипний з півдня. Перевал розташований у центрі льодовика цирку Тулькісай. Перевал з'єднує ущелини Карасай – річка Шилік та ущелину Чет-Байсаур – озеро Іссик-Куль. Державний кордон Казахстану та Киргизії проходить через перевал.

### Ущелина Улькен-Орикти
Протяжність ущелини становить 19 км. Ущелина розташована на захід від ущелини Кіші-Орікти і на схід від ущелини Каракія. Ущелина бере свій початок в районі перевалу Улькен-Орікти Східний на висоті 3400 м. Гирло річки знаходиться у важкопрохідному каньйоні річки Шилік, що визначає важкодоступність ущелини. Злиття річок Улькен-Орікти і Шилік відбувається на висоті 2000 м. Максимальна висота ущелини досягає 4165,2 метрів над рівнем моря. Верхів'я ущелини складається з двох незалежних цирків. У правому цирку знаходяться залишки льодовика, що розділився на п'ять невеликих висячих льодовиків. Нижче молодих морен знаходиться старе моренне озеро. У лівому цирку також знаходяться три невеликих льодовики.
Перевал Улькен-Орикти розташований на висоті 3961,4 метра над рівнем моря. Тип перевалу сніжно-осипний. Перевал розташований у західній частині цирку ущелини на південь від вершини 3765,2 м. Перевал поєднує ущелини Улькен-Орикти – річка Шилік та Куйран – озеро Іссик-Куль. Державний кордон Казахстану та Киргизії проходить через перевал.
Перевал Улькен-Орикти Східний розташований на висоті 3780 метрів над рівнем моря. Тип перевалу осипний. Перевал розташований у східній частині цирку ущелини на південний захід від вершини 3990,3 м. Перевал поєднує ущелини Улькен-Орикти – річка Шилік та Орта-Орикти – озеро Іссик-Куль. Державний кордон Казахстану та Киргизії проходить через перевал.

### Ущелина Шет-Мерке
Ущелина розташована на північно-східному макросхилі східного краю хребта Кунгей Алатау на північ від ущелини Орта-Мерке. Протяжність ущелини 34 км і бере початок на висоті 3300 м. У місці злиття річок Шет-Мерке та Шарин гирло закінчується на висоті 1411,6 м. Найвищою точкою ущелини є вузлова вершина 3787,9 метрів над рівнем моря, що знаходиться Каїнди, Карабулак Західний та Карабулак Східний. Північні схили ущелини покриті ялиновим лісом. Високогір'я вкрите альпійськими луками. У головному цирку ущелини є два моренні озера.

### Шиліко-Кемінський вузол
Шиліко-Кемінський вузол — це віддалений і порівняно маловідвідуваний гірський район Північного Тянь-Шаню. Протяжність вузла 115 км. Вузол є гірською перемичкою, що з'єднує між собою два паралельні хребти — Заілійський Ала-тоо і Кунгей Ала-тоо. Це район максимального заледеніння Кунгей Ала-тоо, що примикає до величезних льодовиків Заілійського Ала-тоо. Шиліко-Кемінською перемичкою проходить державний кордон Казахстану і Киргизстану. Підходи до Шиліко-Кемінського вузла можна здійснювати через долини річок Шон-Кемін та Жангирик, а також через категорійні перевали хребта Заілійський Ала-тоо з ущелини Лівий Талгар. Через цю ущелину проходять найкоротші шляхи підходів.
Цирк льодовика Жангирик. Східний схил перемички відноситься до цирку льодовика Жангирик, що включає власне сам льодовик Жангирик. Нещодавно льодовик складався з трьох гілок, тепер він має дві гілки: Жангирик і Південний Жангирик. До цирку льодовика Жангирик належить також ще 16 маленьких льодовиків, розташованих на південних і північних схилах Головних хребтів Ілейського та Кунгей Ала-тоо. З півночі цирк обмежує хребет Заілійський Ала-тоо, з півдня - хребет Кунгей Ала-тоо. Сама перемичка увінчана численними вершинами - Байсеїтовою, Жарокова, Жангирик, Агатау, стрункі Кемінські вежі, столоподібна Тупсістау, Костау та плоска Торпедо. Усі вершини перевищують висоту 4300 метрів. Від сніжно-льодової вершини Жангирик на північ тягнеться Жангирикський відріг, що розділяє однойменні льодовики. Над відрогом піднімаються вершини 50 років Казахстану та Олжатау. Від піку Кемінський хребет Кунгей Ала-тоо тягнеться у південно-східному напрямку та розділяє льодовики Південний Жангирик та Жулдиз. Тут над хребтом височіють вершини Курмангази та Жарокова, а за сідловиною - пік Жулдиз.
Перевал 70 років Жовтня знаходиться на висоті 4403,4 м над рівнем моря. Тип перевалу сніжно-льодовий. Перевал розташований у південній частині Чилико-Кемінської перемички між піком Жангирик на сході та піком Агатау на заході. Перевал сполучає льодовик Кемінський Східний (р. Чон-Кемін) та льодовик Жангирик Правий (р. Жангирик). Державний кордон Казахстану та Киргизії проходить через перевал.
Перевал Атажайляу розташований на висоті 4450,1 метрів над рівнем моря. Тип перевалу сніжно-льодовий. Перевал розташований між піком Курмангази на сході та піком Кемінським на заході. Перевал сполучає льодовик Атажайляу (р. Чонг-Ак-Суу) та льодовик Жангирик Правий (р. Жангирик). Державний кордон Казахстану та Киргизії проходить через перевал.
Перевал Жангирик знаходиться на висоті 4280 метрів над рівнем моря. Тип перевалу сніжно-льодовий. Перевал розташований між піком Дмитрієва на південному заході та піком Конституції на півночі. Перевал сполучає льодовик Жангирик (р. Жангирик) з льодовиком Дмитрієва, (р. Лівий Талгар). Перевал Жулдиз розташований на висоті 4450,1 метра над рівнем моря. Тип перевалу сніжно-льодовий. Перевал розташований між піком Жулдиз на сході та піком Жарокова на заході та з'єднує льодовик Жулдиз (р. Чонг-Ак-Суу) та льодовик Жангирик Південний (р. Жангирик). Державний кордон Казахстану та Киргизії проходить через перевал.
Перевал Журналістів розташований на висоті 4190 метрів над рівнем моря. Тип перевалу сніжно-льодово-осипний. Перевал розташований у північній частині Шиліко-Кемінської перемички між горою Байсеїтовою на сході та піком Тупсітау на заході. Перевал сполучає льодовик Жангирик Лівий (р. Жангирик) з витоками річки Чон-Кемін. Державний кордон Казахстану та Киргизії проходить через перевал.
Перевал Машковцева розташований на висоті 4214,7 метра над рівнем моря. Тип перевалу сніжно-льодово-осипний. Перевал розташований у північній частині Шиліко-Кемінської перемички між піком Коштау на півдні та піком Торпедо на півночі. Перевал сполучає льодовик Жангирик Лівий (р. Жангирик) з льодовиком Машковцева (р. Кашкасу, басейн річки Шон-Кемін). Державний кордон Казахстану та Киргизії проходить через перевал.
Перевал Шиліко-Кемінський знаходиться на висоті 4070 метрів над рівнем моря. Тип перевалу сніжно-осипний. Перевал розташований у середній частині Шиліко-Кемінської перемички між піком Кемінські вежі на півдні та піком Байсеїтовою на півночі. Перевал сполучає льодовик Жангирик Правий (р. Жангирик) з льодовиком Машковцева, (р. Кашкасу, басейн річки Чон-Кемін). Державний кордон Казахстану та Киргизії проходить через перевал.
Перевал Шон-Кемін розташований на висоті 4125,8 метрів над рівнем моря. Тип перевалу сніжно-осипний. Перевал розташований у середній частині Чилико-Кемінської перемички між піком Кемінські вежі на півночі та піком Агатау на південному сході. Перевал сполучає льодовик Жангирик Правий (р. Жангирик) з льодовиком Кемінський Східний (р. Чон-Кемін). Державний кордон Казахстану та Киргизії проходить через перевал.

## Туризм
Центральна частина хребта є популярним місцем гірських туристичних походів, зокрема багатоденних.
На кордоні з Киргизією знаходиться перевал Джетитор, через який проходить найкоротший шлях з Алмати до озера Іссик-Куль.

## Ланки
- М. Грудзинский, Кунгей-Алатау. berendei.tsu.ru (рос.). Архів оригіналу за 7 листопада 2012. Процитовано 25 червня 2020. (рос.)
- Физико-географический очерк Заилийского и Кунгей-Алатау. poxod.ru (рос.). Процитовано 25 червня 2020.{{cite web}}:  Обслуговування CS1: Сторінки з параметром url-status, але без параметра archive-url (посилання) (рос.)